# جورج دولينج
جورج دولينج (بالإنجليزية: George Dowling)‏ هو لاعب كرة قدم بريطاني، ولد في 8 أكتوبر 1998 في Bedminster, Bristol ‏ في المملكة المتحدة. لعب مع نادي بريستول سيتي.

## وصلات خارجية
- جورج دولينج على موقع قاعدة بيانات كرة القدم.إي يو (الإنجليزية)
- جورج دولينج على موقع Soccerway.com (الإنجليزية)